# راشيل سميث
راشيل ريني سميث (بالإنجليزية: Rachel Smith)‏ (ولدت في 18 أبريل 1985; مدينة بنما، بنما) ممثلة، مضيفة تلفزيونية، عارضة أزياء أمريكية حاملة لقب مسابقة ملكة جمال والتي توجت به عن مسابقة ملكة جمال الولايات المتحدة الأمريكية 2007، سبق لها المنافسة في مسابقة ملكة جمال مراهقات الولايات المتحدة الأمريكية 2002، مثلت الولايات المتحدة في ملكة جمال الكون 2007 وحلت في مركز الوصيفة الرابعة.

## روابط خارجية
- راشيل سميث على موقع IMDb (الإنجليزية)
- راشيل سميث على موقع قاعدة بيانات الفيلم (الإنجليزية)
- راشيل سميث على إنستغرام